# Oligia unicolor
Oligia unicolor är en fjärilsart som beskrevs av Tutt 1891. Oligia unicolor ingår i släktet Oligia och familjen nattflyn. Inga underarter finns listade i Catalogue of Life.